# Hasborn-Dautweiler

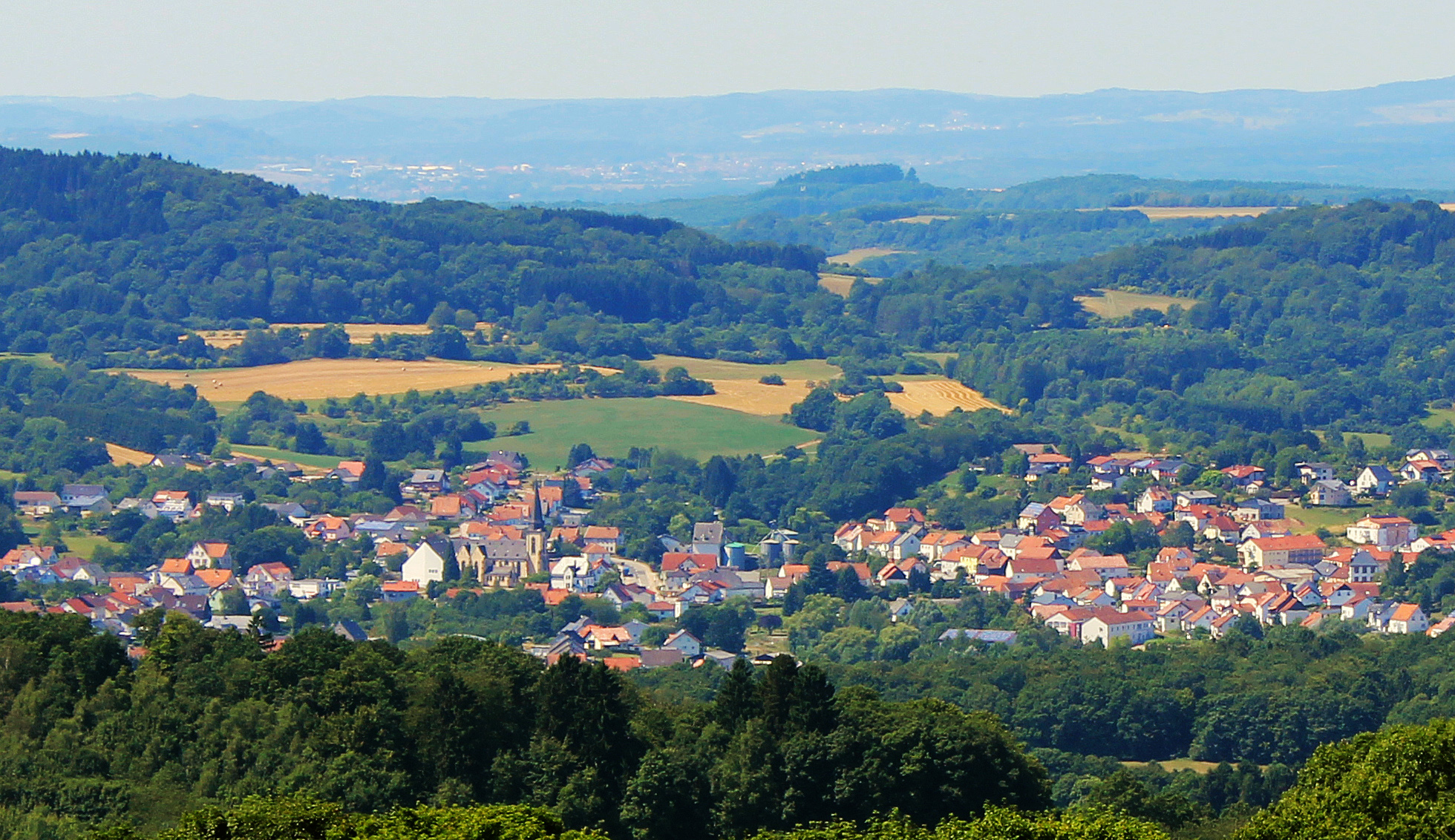
Ansicht des Doppelortes vom Schaumberg

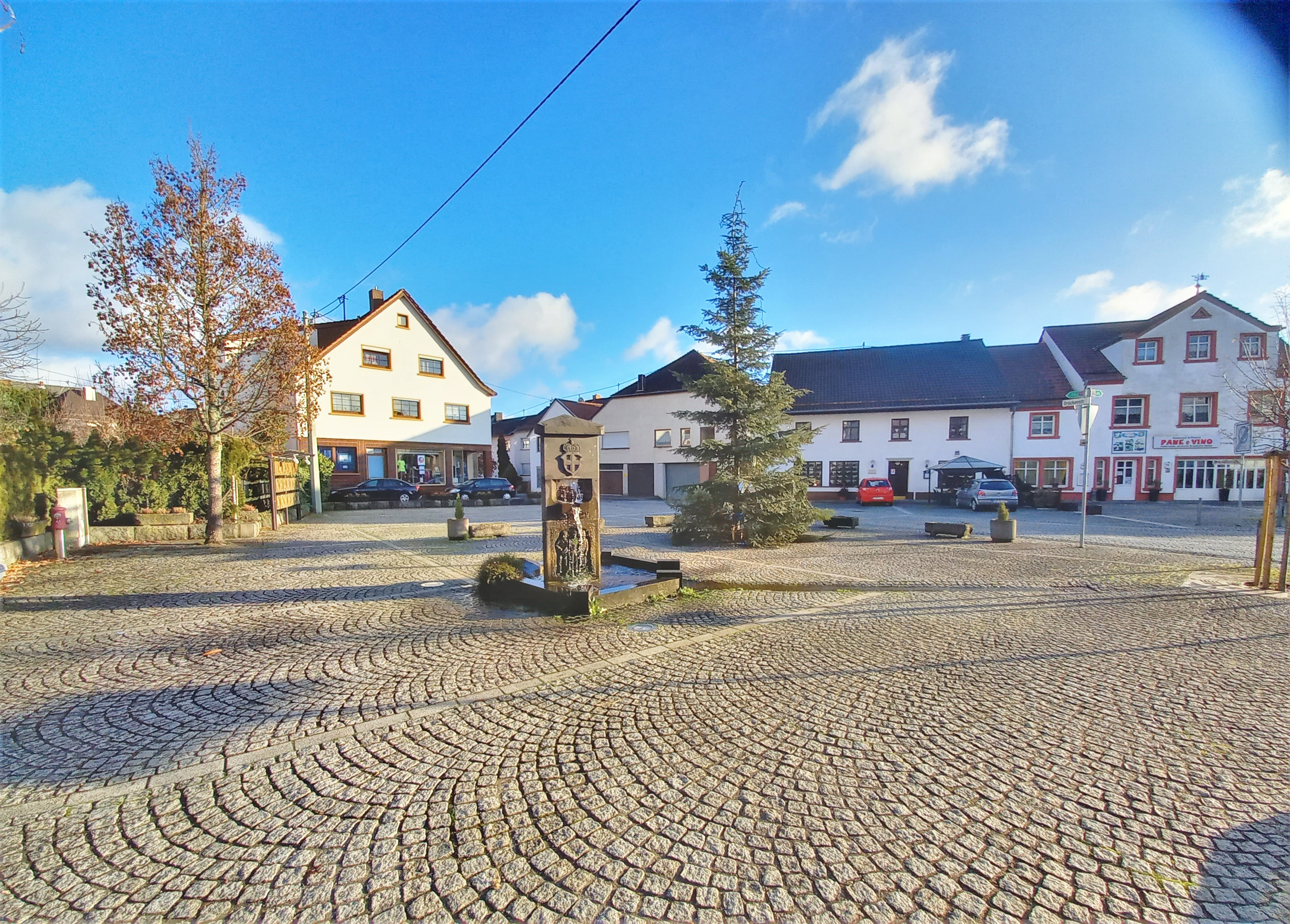
Marktplatz Hasborn

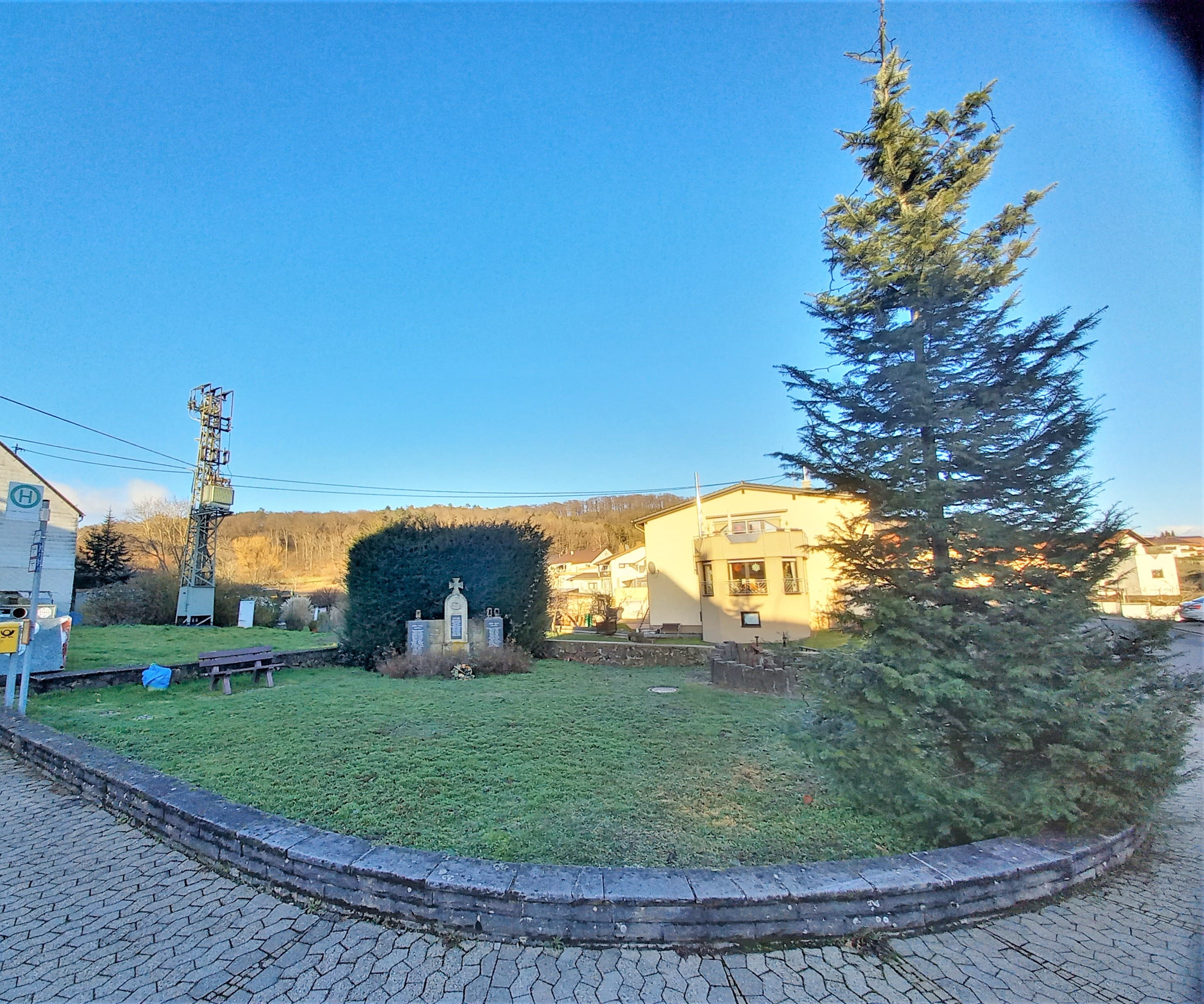
Ortskern Dautweiler mit Kriegerdenkmal

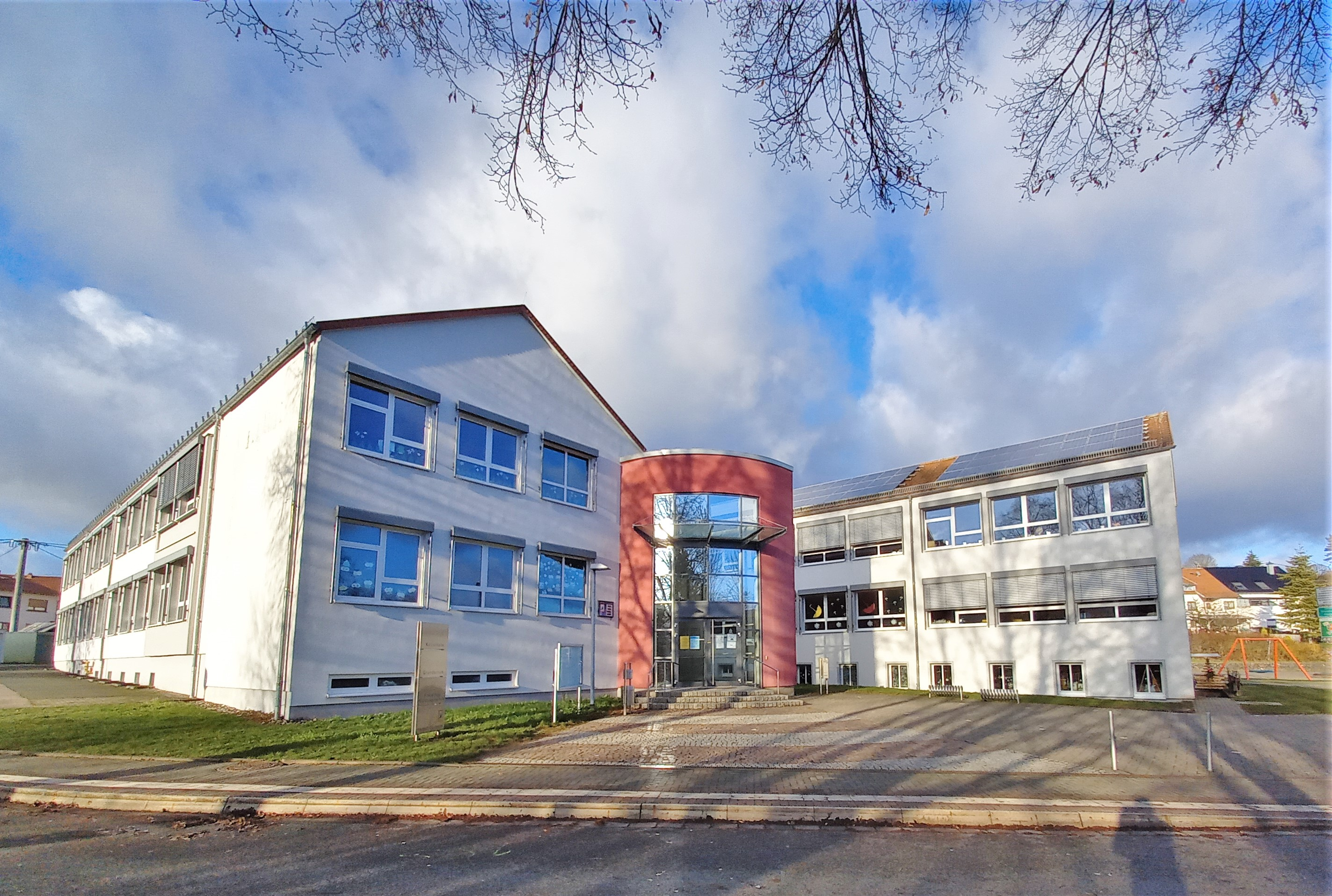
Grundschule

Hasborn-Dautweiler ist ein Ortsteil der Gemeinde Tholey im Landkreis St. Wendel im nördlichen Saarland. Bis Ende 1973 war Hasborn-Dautweiler eine eigenständige Gemeinde.

## Lage
Hasborn-Dautweiler liegt im Nordsaarland etwa 27 km nördlich von Saarbrücken und rund 38 km südöstlich von Trier in unmittelbarer Nähe zur Bundesautobahn A1, an die eine eigene Anschlussstelle besteht.
Der Doppelort wird von drei Himmelsrichtungen von einer Hügelkette umgeben. Diese bilden einen Talkessel, welcher nach Osten zum Schaumbergmassiv bzw. Theeltal leicht abfällt.
Innerhalb der Gemeinde Tholey liegt das Dorf zentral und verbindet die Schaumbergdörfer im Osten mit den Orten des Bohnentals im Westen. Hasborn-Dautweiler grenzt an folgende Ortschaften:
| Überroth-Niederhofen (Gemeinde Tholey) | Primstal (Gemeinde Nonnweiler)               |                                          |
| Scheuern (Gemeinde Tholey)             | Kompass                                      | Theley mit Leitzweiler (Gemeinde Tholey) |
|                                        | Dörsdorf (Stadt Lebach, Landkreis Saarlouis) | Bergweiler (Gemeinde Tholey)             |

## Geschichte
Frühe archäologische Funde weisen darauf hin, dass das Gebiet des heutigen Hasborn-Dautweiler bereits in der Jungsteinzeit um etwa 2500–1800 v. Chr. und später sowohl durch die Kelten als auch die Römer besiedelt war.
Daher wird Hasborn-Dautweiler im Volksmund auch „Das ewige Dorf“ genannt. Die Entstehung der ursprünglich separaten Siedlungen Hasborn und Dautweiler beläuft sich auf das 7. bzw. 8. Jahrhundert, wobei Dautweiler erstmals im Jahr 835 und Hasborn erstmals 972 urkundlich erwähnt werden.
Noch bis in das Jahr 1799 gehörte Dautweiler kirchenrechtlich nicht zur Pfarrei Hasborn, sondern zu Theley.
Nach der französischen Besatzung unter Napoleon Bonaparte zwischen 1802 und 1815 wurde das Gebiet Teil des deutschen Gliedstaates Preußen. Mit der Errichtung des Saargebietes, zu welchem auch Hasborn-Dautweiler gehörte, wurde das Dorf von 1920 bis 1935 zu einem Grenzort. Die Grenze zwischen Saargebiet und Deutschem Reich verlief nur etwas mehr als einen Kilometer nördlich des Ortes, wovon bis heute zahlreiche Grenzsteine im Wald zeugen.
Von 1935 bis 1945 gehörte der Ort zum Deutschen Reich, nach 1946 zum autonomen Saarstaat und seit 1957 zur Bundesrepublik Deutschland.
Im Rahmen der saarländischen Gebiets- und Verwaltungsreform wurde die bis dahin eigenständige Gemeinde Hasborn-Dautweiler am 1. Januar 1974 der Gemeinde Tholey zugeordnet.
Im Verlauf der Jahrhunderte sind die beiden Siedlungen Hasborn und Dautweiler kontinuierlich zusammengewachsen, sodass die beiden ehemals eigenständigen Orte sich heute nicht mehr an der Siedlungsstruktur ablesen lassen. Der ursprüngliche Ortskern von Hasborn war das Gebiet um das heutige Alte Rathaus, an dessen Stelle sich früher auch die Dorfkirche befand. Seit dem Bau der neuen Pfarrkirche 1904 und spätestens seit der Eingemeindung nach Tholey 1974 und der damit verbundenen Aufgabe der Funktion des Alten Rathauses als zentraler Verwaltungssitz hat sich der Ortskern in die Umgebung der neuen Pfarrkirche verlagert. Hier finden sich heute zu einem überwiegenden Teil Geschäfte, Arztpraxen und ähnliches. Den Kern von Dautweiler bildet heute faktisch die Ecke Brunnenstraße/Waldstraße mit einem Denkmal für die Gefallenen der beiden Weltkriege. In den 1980er und 1990er Jahren expandierte der Ort nach Norden durch die Erschließung des Neubaugebiets Seiters, bestehend aus der Josef-Marx-Straße und der Raupenbachstraße sowie deren Nebenstraßen.

## Wirtschaft und Infrastruktur
Die Wirtschaft von Hasborn-Dautweiler ist in der Vergangenheit entscheidend durch das Dowidat-Werk geprägt worden. Angesiedelt in der Industriestraße – dem örtlichen Industriegebiet – wurden dort ab 1963 hochwertige Werkzeuge hergestellt. Die Produktion musste jedoch zwischenzeitlich eingestellt werden. Daneben war als wichtiger Arbeitgeber des Ortes das 1932 gegründete Bauunternehmen Josef Backes, das heute in Theley ansässig ist, zu nennen. Heute sind das 1996 gegründete Metall- und Stahlbauunternehmen Scholl, gemeinsam mit seiner Konstruktionsfirma KBM, in Hasborn ansässig. Die Scholl GmbH hat ihren Geschäftsbetrieb unter anderem in den alten Dowidat-Hallen. Zwischen den beiden Betriebsflächen von Scholl befindet sich das EVS Wertstoff-Zentrum Hasborn-Dautweiler. Der weitere Ausbau des Gewerbegebietes mit unmittelbarer Anbindung an die Autobahn A1 ist geplant.
Des Weiteren sind in Hasborn-Dautweiler einige Einzelhandelsunternehmen ansässig, darunter ein 2017 neu eröffneter Edeka-Markt, ein Getränkemarkt, ein Elektro-Fachgeschäft. Darüber hinaus gibt es je eine Filiale der Sparkasse und der Volksbank, eine Tankstelle und mehrere Bäckereifilialen.
Hasborn ist außerdem Standort einer von zwei Grundschulen in der Gemeinde Tholey mit dem Einzugsgebiet der Orte Bergweiler, Sotzweiler, Hasborn-Dautweiler, Scheuern, Lindscheid, Neipel und Überroth-Niederhofen.
Es existiert eine stündliche Busverbindung in die Kreisstadt St. Wendel sowie regelmäßig umstiegsfreie Busverbindungen nach Lebach, Saarbrücken und die umliegenden Orte.

## Sehenswürdigkeiten

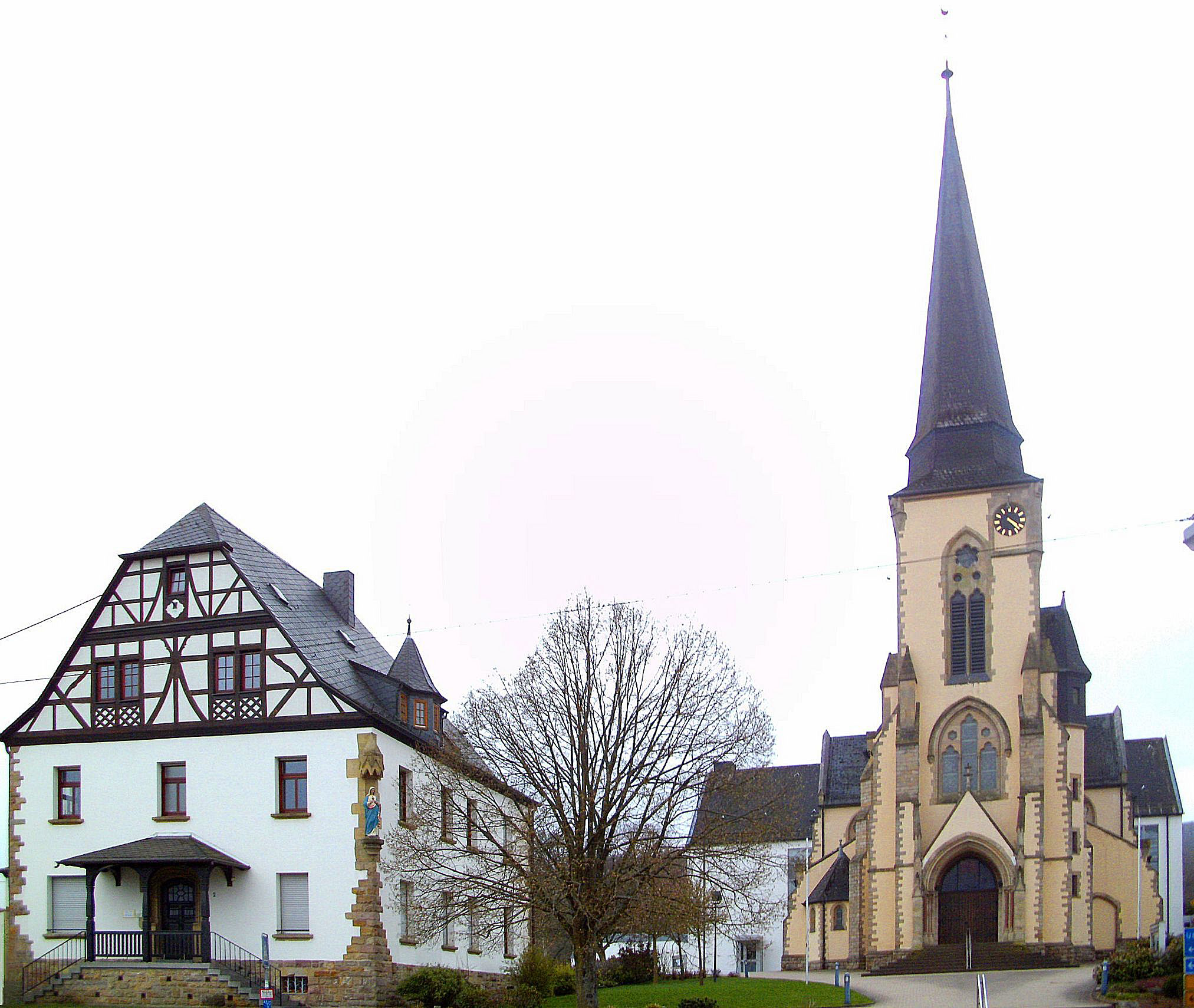
Pfarrhaus und Kirche St. Bartholomäus

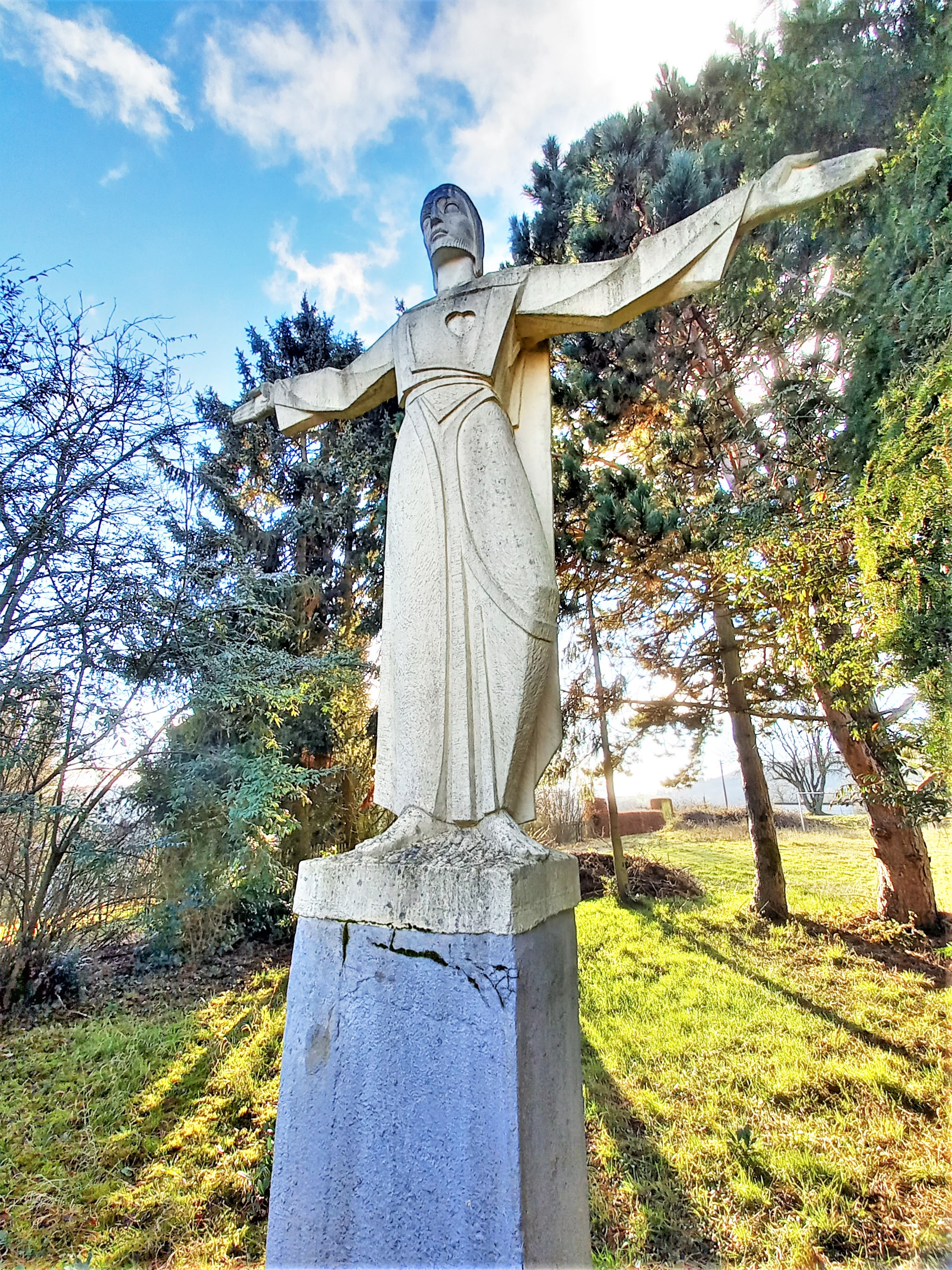
Christusstatue (1960) von Frans Griesenbrock auf dem Enzenberg.

### Kirche
Die neugotische Kirche St. Bartholomäus, erbaut von 1902 bis zur Einweihung am 24. Oktober 1904, wurde von 1969 bis 1972 aus Platzgründen umgebaut. Die Apsis wurde abgerissen und stattdessen entstand ein größeres Querhaus modernen Baustils. Hier befinden sich außerdem die neue Empore im östlichen Querhausarm mit der Orgel aus Leonberg (2 Manuale/29 Register) und die darunterliegende Sakristei.

### Weitere Sehenswürdigkeiten
Im gesamten Ortsgebiet befinden sich zahlreiche Anlagen als Ausdruck einer starken Volksfrömmigkeit. Neben zahlreichen Wegekreuzen und Bildstöcken existieren zwei kleinere Kapellen, zwei Mariengrotten und eine überlebensgroße Christusstatue. Letztere wurde 1960/61 durch den niederländischen Künstler Frans Griesenbrock errichtet und befindet sich auf dem Enzenberg in der Ecksteinstraße an dem Ort, an welchem zur jährlichen Herz-Jesu-Prozession der Stationsaltar aufgestellt wird und breitet ihre Arme schützend über den gesamten Ort aus. Diese besondere Herz-Jesu-Verehrung geht auf ein Gelöbnis zurück, welches der damalige Pfarrer Josef Marx im Jahr 1944 angesichts der Kriegsleiden abgelegt hatte. Sollten Hasborn-Dautweiler und seine Bürger von Zerstörung und Vertreibung verschont bleiben, werde zum Dank jährlich eine Herz-Jesu-Prozession stattfinden um der Opfer von Krieg und Vertreibung zu gedenken.
Auf dem Marktplatz befindet sich ein 2004 Jahren errichteter Brunnen mit dem Ortswappen sowie eine Tafel mit den kunstvoll gestalteten Symbolen aller Handwerksberufe des Ortes.
Des Weiteren existiert in der Römerstraße unmittelbar vor dem ehemaligen Friedhof ein Denkmal für die Bergarbeiterbewegung 1889 sowie deren Streikführer Nikolaus Warken, genannt Eckstein.

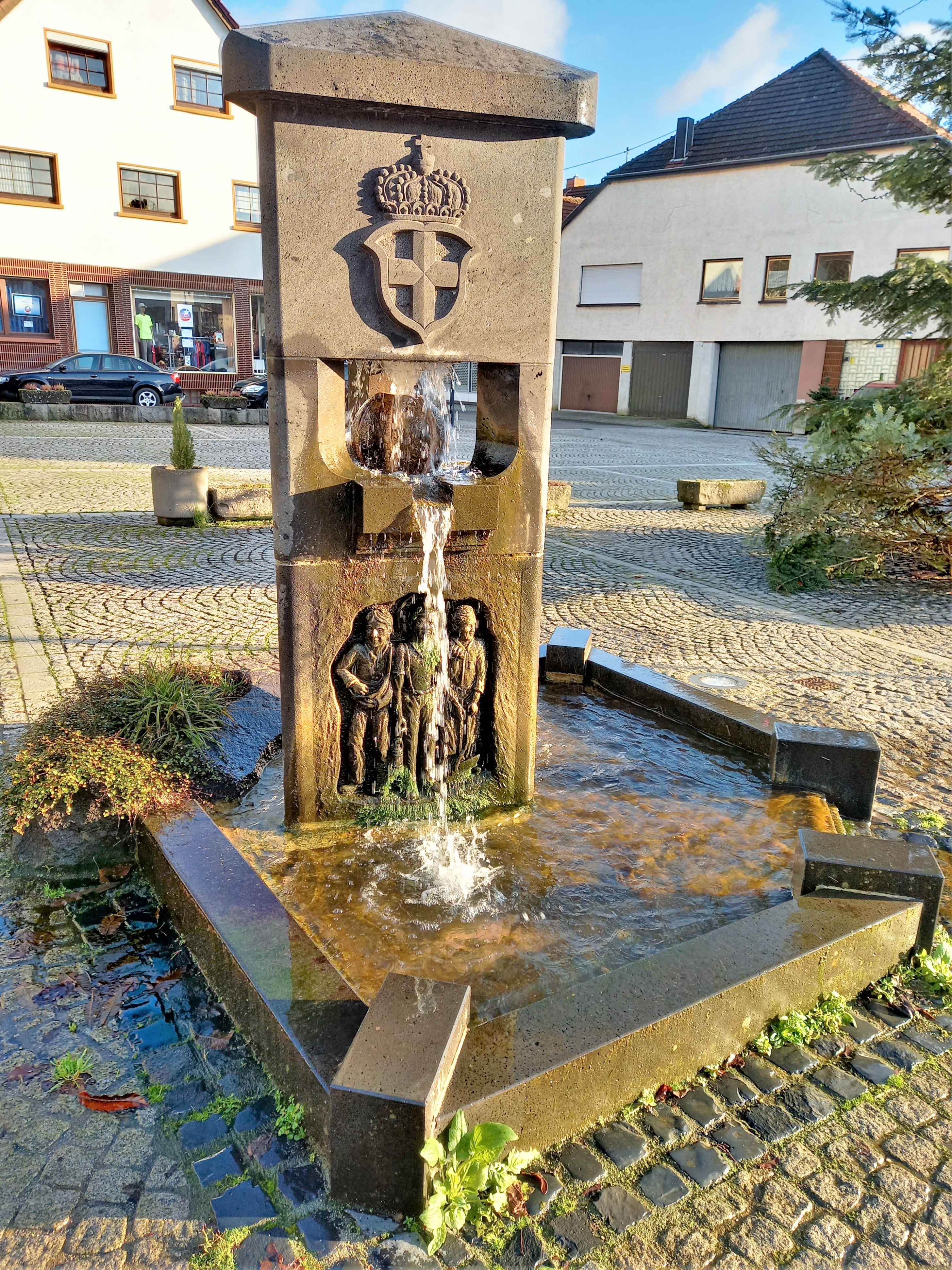
Dorfbrunnen auf dem Marktplatz
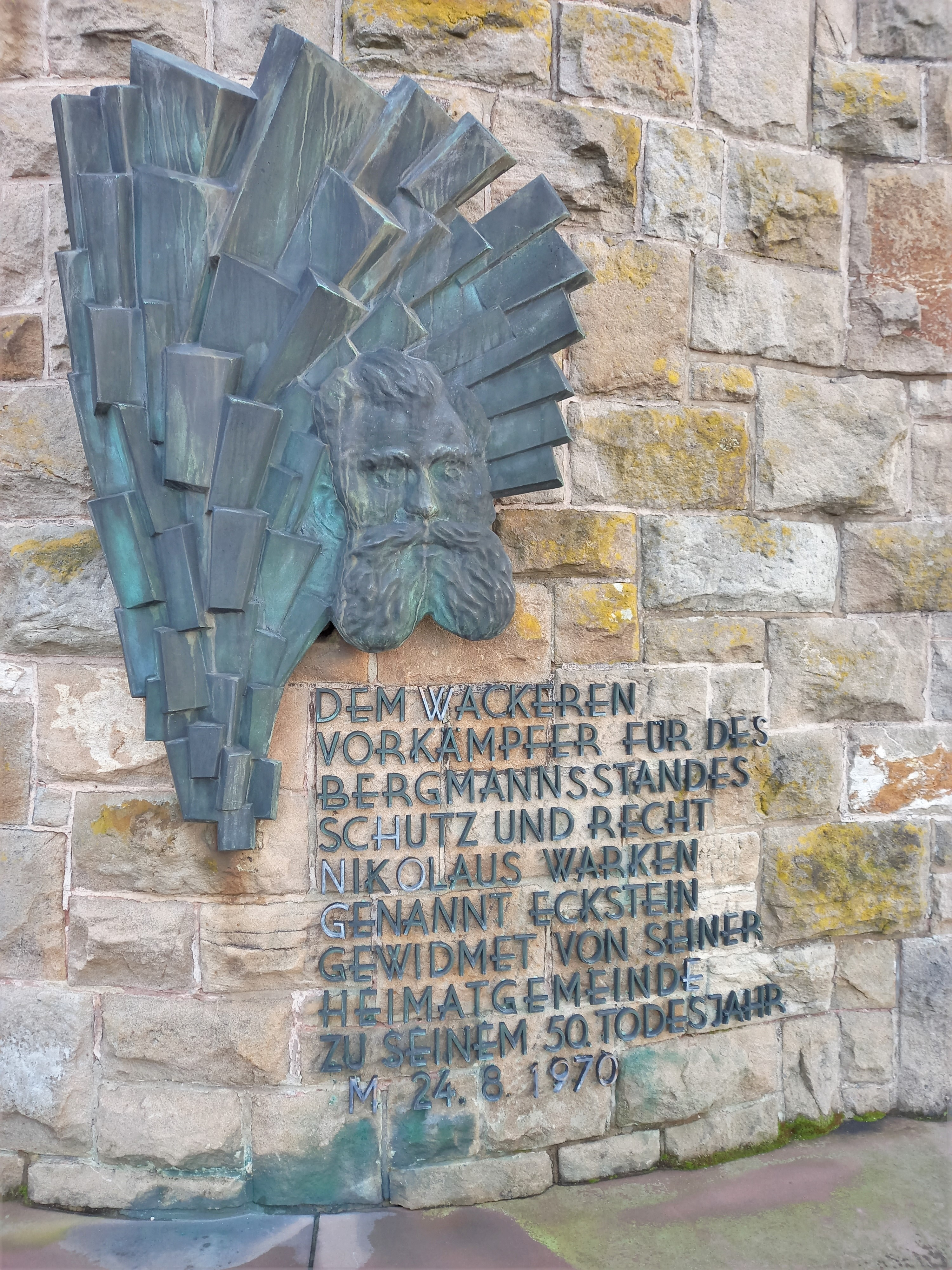
Denkmal für Nikolaus Warken am Alten Rathaus
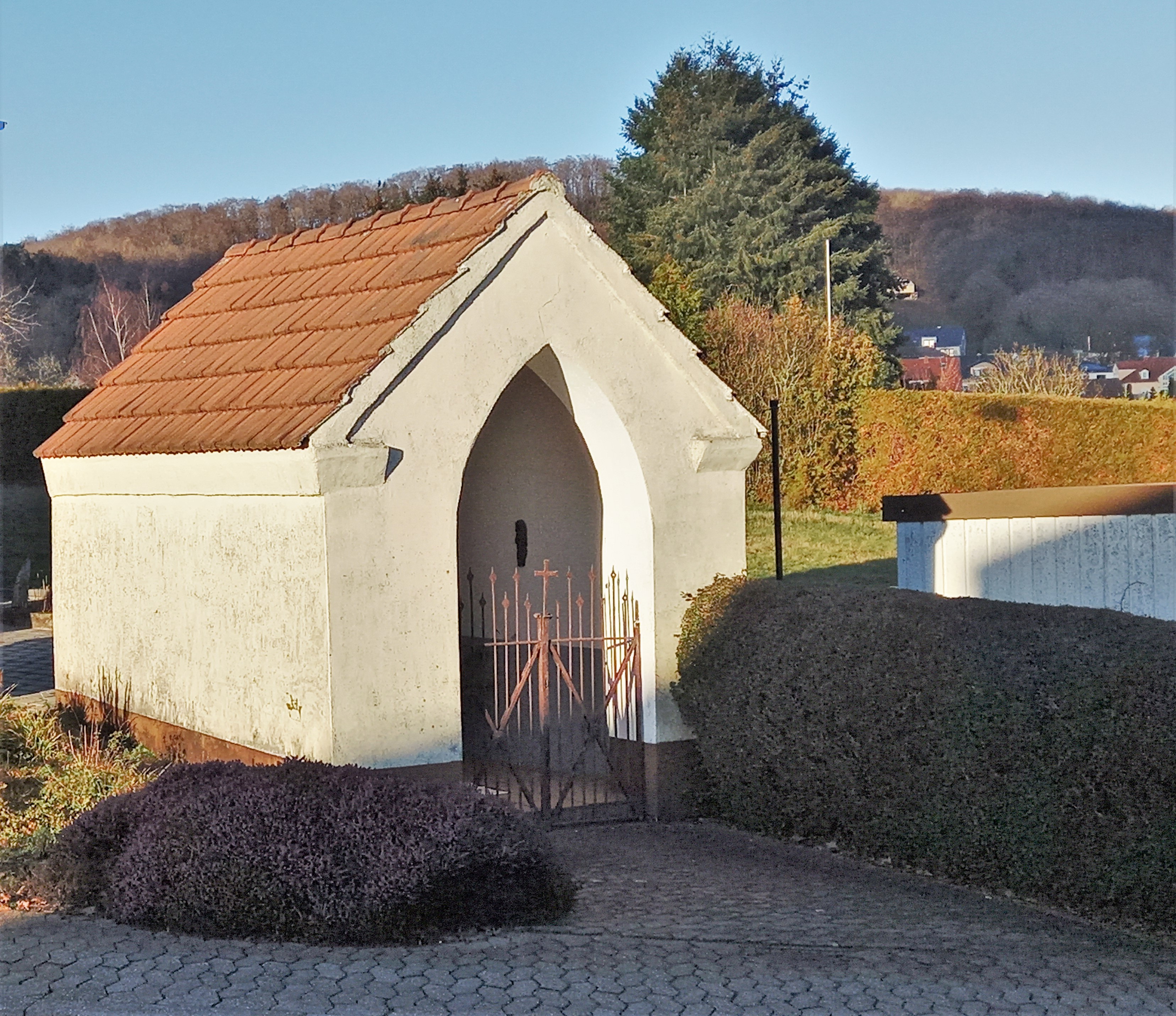
Kapelle Heilige Familie
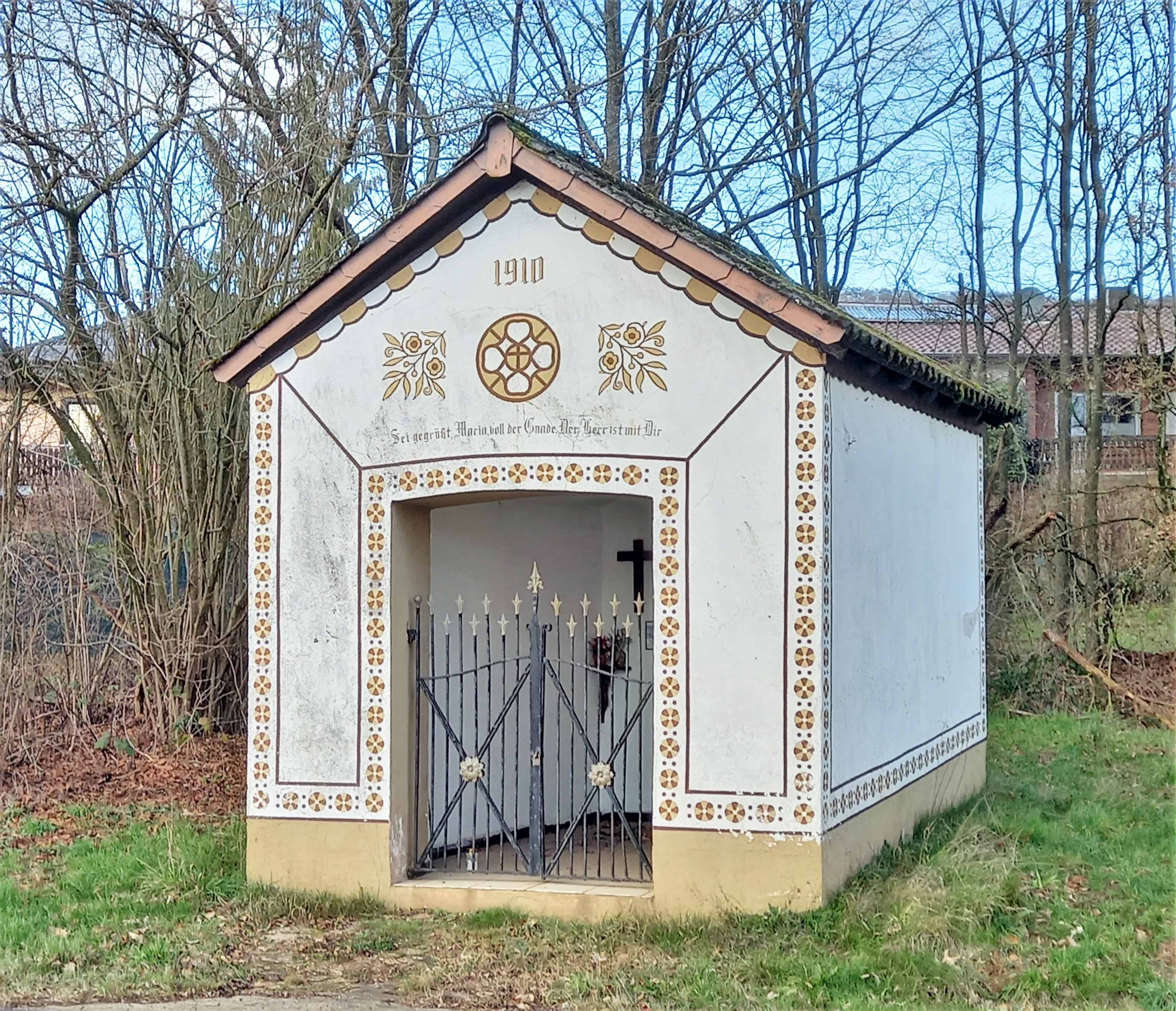
Kapelle St. Marien

## Wappen
| Wappen Hasborn-Dautweiler | Blasonierung: „Schild gespalten: vorne in schwarz goldenes Kreuz; hinten in Gold rote Wolfsangel mit zugespitzten Enden.“ |
| Wappen Hasborn-Dautweiler | |

Das heutige Wappen von Hasborn-Dautweiler wurde am 27. Februar 1964 eingeführt. Die Zweiteilung wurde bewusst gewählt um beide Ortsteile gleichermaßen symbolisch zu repräsentieren. Für Hasborn wurde die Darstellung eines Kreuzes in den Wappenfarben der Herren von Schwarzenberg gewählt um einerseits die einstige Zugehörigkeit zu diesen und zum Kloster Fraulautern auszudrücken. Für den Ortsteil Dautweiler wurde die Goldene Wolfsangel in den Wappenfarben der Herren von Sötern gewählt.

## Politik
Ortsvorsteher von Hasborn-Dautweiler ist seit 28. August 2019 Martin Backes (CDU).
- SPD: 2
- CDU: 7

## Persönlichkeiten
- Nikolaus Warken (1851–1920), genannt Eckstein, Führer der ersten Bergarbeiterbewegung an der Saar
- Johannes Kühn (1934–2023), Schriftsteller
- Nadine Schön (* 1983), Politikerin (CDU)